# الیزه تاکوسی
الیزه تاکوسی (فرانسوی: Elise Takosi‎؛ زادهٔ ۷ نوامبر ۱۹۸۸) ورزشکار دو و میدانی زن رشته پرتاب چکش اهل کالدونیای جدید است که در بازی‌های پاسیفیک و بازی‌های پاسفیک کوچک در مجموع برندهٔ ۴ مدال طلا و ۱ مدال نقره شده‌است.